# Keeley Green
Keeley Green – osada w Anglii, w hrabstwie ceremonialnym Bedfordshire, w dystrykcie (unitary authority) Bedford. Leży 6 km na południowy zachód od centrum miasta Bedford i 72 km na północny zachód od centrum Londynu.